# La Villetelle
La Villetelle é uma comuna francesa na região administrativa da Nova Aquitânia, no departamento de Creuse. Estende-se por uma área de 16,14 km². Em 2010 a comuna tinha 170 habitantes (densidade: 10,5 hab./km²).